# Semnopithèque de Sumatra
Presbytis melalophos · Semnopithèque mélalophe, Cimepaye
Espèce
Statut de conservation UICN

 EN A2cd : En danger
Statut CITES
Le Semnopithèque de Sumatra (Presbytis melalophos) est une espèce en danger qui fait partie des mammifères Primates. Ce singe est un semnopithèque de la famille des Cercopithecidae.

## Dénominations
Il est également appelé Semnopithèque mélalophe,, Semnopithèque à huppe noire, Semnopithèque cimepaye ou Cimepaye.

## Répartition

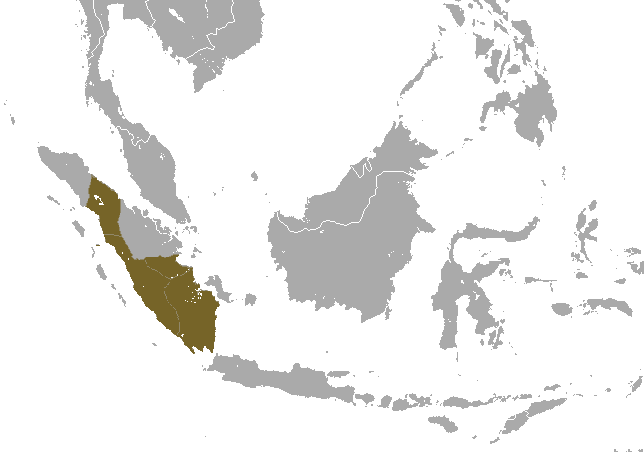
Carte d'Asie du Sud-Est avec zone de répartition en vert kaki

Le semnopithèque de Sumatra est endémique de Sumatra, en Indonésie. L'espèce a été déclarée en danger en 2008.

## Taxinomie

### Liste des sous-espèces
Selon la troisième édition de Mammal Species of the World de 2005 :
- sous-espèce Presbytis melalophos bicolor
- sous-espèce Presbytis melalophos melalophos
- sous-espèce Presbytis melalophos mitrata
- sous-espèce Presbytis melalophos sumatranus

### Liste des synonymes
- Presbytis aurata (Muller & Schlegel, 1861)
- Presbytis batuanus Miller, 1903
- Presbytis ferrugineus (Schlegel, 1876)
- Presbytis flavimanus (I. Geoffroy, 1831)
- Presbytis fluviatilis (Chasen, 1940)
- Presbytis fusco-murina Elliot, 1906
- Presbytis margae Hooijer, 1948
- Presbytis nobilis (Gray, 1842)